# Zrinka Stahuljak

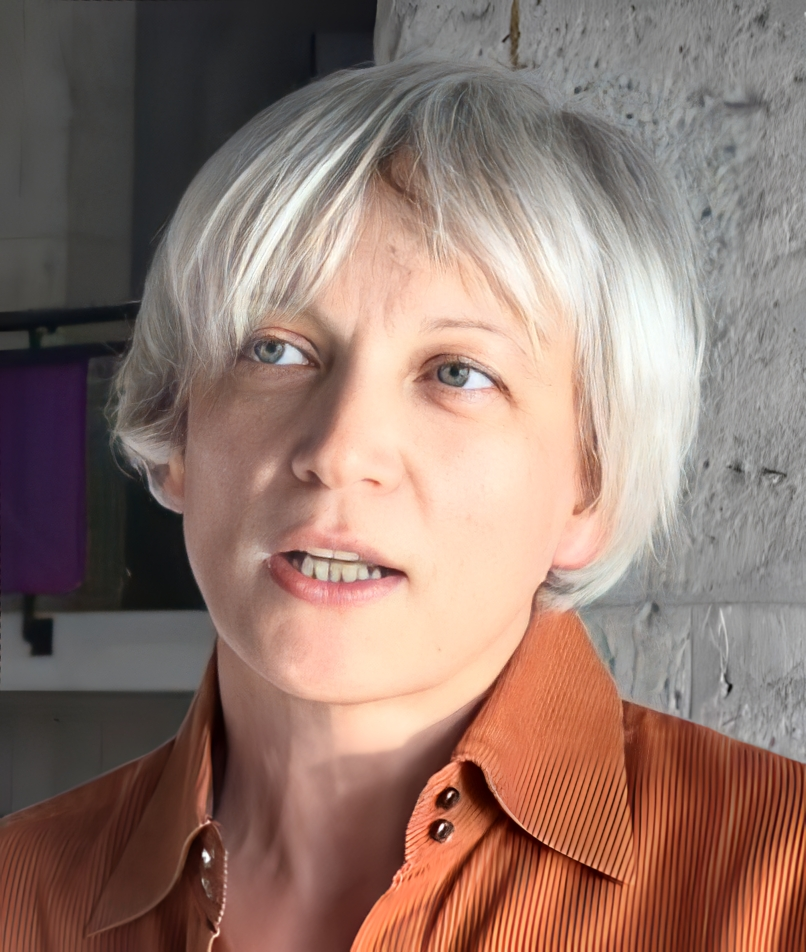
Zrinka Stahuljak (2018)

Zrinka Stahuljak, (* 27. Februar 1969 in Zagreb) ist eine Historikerin und Professorin für mittelalterliche Literatur.

## Leben
Die Tochter von Musikern, Zrinka Stahuljak, konnte wegen des Kroatienkrieges das Studium an der Universität Zagreb nicht beenden. In dieser Zeit arbeitete sie als Fixerin für ausländische Journalisten. Ihrer Erfahrungen flossen ein in den Fachartikel „The Violence of Neutrality. Translators in and of the War. Croatia, 1991–1992“ (deutsch Die Gewalt der Neutralität, 1999) und in das Buch „Les Fixeurs au Moyen Âge“ (deutsch Fixer im Mittelalter) ein.
1992 verließ sie Kroatien und ging an die University of Kansas in Lawrence. Seit 2005 ist sie Professorin für mittelalterliche Literatur in Komparatistik und in französischer Literatur an der University of California, Los Angeles (UCLA). Ab 2019 leitet sie das Zentrum für mittelalterliche und Renaissance-Studien.
Stahuljak wird zu Vorträgen an das Collège de France eingeladen. 2022 führte sie durch eine Sendung über den Heiligen Gral in der Arte-Reihe Geschichte schreiben.

## Veröffentlichungen
- Bloodless Genealogies of the French Middle Ages. Translatio, Kinship, and Metaphor. University Press of Florida, Gainesville FL u. a. 2005, ISBN 0-8130-2862-0.
- mit Laure Murat unter dem Pseudonym Iris Castor: Zoé, la nuit. Paris, 1889, une enquête de Zoé Bertillon. Roman. J. C. Lattès, Paris 2010, ISBN 978-2-7096-3024-5.
- mit Elizabeth Morrison: The Adventures of Gillion de Trazegnies. Chivalry and romance in the Medieval East. The J. Paul Getty Museum, Los Angeles CA 2015, ISBN 978-1-60606-463-4.
- L’archéologie pornographique. Médecine, Moyen Âge et histoire de France. Traduit par Laurent Bury. Presses universitaires de Rennes, Rennes 2018, ISBN 978-2-7535-7454-0.
- Médiéval contemporain. Pour une littérature connectée. Essai. Éditions Macula, Paris 2020, ISBN 978-2-86589-118-4.
- Les Fixeurs au Moyen Âge. Histoire et littérature connectées.  Éditions du Seuil, Paris 2020, ISBN 978-2-02-144074-4.